# Antoni Gromadzki
Antoni Stanisław Gromadzki (ur. 1 maja 1891 w Żytomierzu, zm. 7 października 1966) – kapitan piechoty Wojska Polskiego.

## Życiorys
Urodził się 1 maja 1891 w Żytomierzu, w rodzinie Jana. W czasie I wojny światowej walczył w szeregach 2 Rostowskiego Pułku Grenadierów, awansując z chorążego na podporucznika.
1 marca 1919 został przyjęty do Wojska Polskiego z byłych Korpusów Wschodnich i byłej armii rosyjskiej, z zatwierdzeniem posiadanego stopnia kapitana ze starszeństwem z dniem 1 kwietnia 1917, i przydzielony z dniem 1 lutego 1919 do Rezerwy Oficerów WP. Od 1 maja do 7 czerwca 1919 był słuchaczem II Kursu Adiutantów w Warszawie, a od 16 czerwca do 30 listopada 1919 słuchaczem I Kursu Wojennej Szkoły Sztabu Generalnego w Warszawie. 19 sierpnia 1920 został zatwierdzony z dniem 1 kwietnia 1920 w stopniu kapitana, w piechocie, w grupie oficerów byłych Korpusów Wschodnich i byłej armii rosyjskiej. Pełnił wówczas służbę w Grodzieńskim Pułku Strzelców. 1 czerwca 1921 pełnił służbę w Dowództwie Okręgu Generalnego „Białystok”, a jego oddziałem macierzystym był wówczas Grodzieński Pułku Strzelców. 3 maja 1922 został zweryfikowany w stopniu kapitana ze starszeństwem z dniem 1 czerwca 1919 i 478. lokatą w korpusie oficerów piechoty. W 1923 pełnił służbę w 81 pułku piechoty w Grodnie. W następnym roku pozostawał na etacie przejściowym, jako słuchacz kursu dla młodszych oficerów piechoty, a jego oddziałem macierzystym był 61 pułk piechoty w Bydgoszczy. W 1928 pełnił służbę w Szkole Podoficerów Zawodowych Piechoty w Grudziądzu. Pozostawał wówczas w kadrze oficerów piechoty, jako oficer 61 pułku piechoty w Bydgoszczy. Do wiosny 1933 pełnił służbę w 36 pułku piechoty Legii Akademickiej w Warszawie. 11 kwietnia 1933 został przeniesiony do 21 pułku piechoty „Dzieci Warszawy” w Warszawie na stanowisko dowódcy kompanii przy Filii Głównej Składnicy Uzbrojenia Nr 1 w Palmirach. 4 lipca 1935 został zwolniony z zajmowanego stanowiska z pozostawieniem bez przynależności służbowej z równoczesnym oddaniem do dyspozycji dowódcy Okręgu Korpusu Nr I. Następnie został przeniesiony w stan spoczynku. 
Po zakończeniu II wojny światowej wrócił do kraju i został zarejestrowany w jednej z rejonowych komend uzupełnień. Zmarł 7 października 1966. Trzy dni później został pochowany na cmentarzu Oliwskim w Gdańsku.

## Ordery i odznaczenia
- Medal Niepodległości – 23 grudnia 1933[15][16]
- Srebrny Krzyż Zasługi
- Medal Zwycięstwa
- Order Świętego Stanisława 3 stopnia z mieczami i kokardą[2]